# Dibobly
Dibobly est une localité de l'ouest de la Côte d'Ivoire, et appartenant au département de Duékoué, Région du Guemon. La localité de Dibobly est un chef-lieu de commune.